# Alessandro Schienoni
Alessandro Schienoni (Milano, 26 novembre 1902 – Milano, 11 febbraio 1969) è stato un allenatore di calcio e calciatore italiano, di ruolo difensore.

## Caratteristiche tecniche
Gran lottatore della linea difensiva, sopperiva alle lacune tecniche con grinta e aggressività, dimostrando sempre grande attaccamento alla causa.

## Carriera
Prelevato dal Minerva, iniziò a giocare nel Milan nel 1924, esordendo in Prima Divisione il 9 novembre 1924 contro il Mantova (sconfitta per 4-2). Sempre con i rossoneri esordì nella neonata Serie A il 6 ottobre 1929 contro il Brescia (4-1).
Nel 1933 lasciò il Milan per giocare con il Vigevanesi, squadra militante in Serie B, dove concluse la carriera nel 1935.
Dal 1938 al 1968 fu l'allenatore del Dopolavoro Pirelli.
È stato sepolto al cimitero di Greco, ove i suoi resti sono in seguito stati tumulati in una celletta.

## Statistiche

### Presenze e reti nei club
| Stagione        | Squadra         | Campionato      | Campionato | Campionato | Coppe nazionali | Coppe nazionali | Coppe nazionali | Coppe continentali | Coppe continentali | Coppe continentali | Altre coppe | Altre coppe | Altre coppe | Totale | Totale |
| Stagione        | Squadra         | Comp            | Pres       | Reti       | Comp            | Pres            | Reti            | Comp               | Pres               | Reti               | Comp        | Pres        | Reti        | Pres   | Reti   |
| --------------- | --------------- | --------------- | ---------- | ---------- | --------------- | --------------- | --------------- | ------------------ | ------------------ | ------------------ | ----------- | ----------- | ----------- | ------ | ------ |
| 1924-1925       | Milan           | PD              | 20         | 0          | -               | -               | -               | -                  | -                  | -                  | -           | -           | -           | 20     | 0      |
| 1925-1926       | Milan           | PD              | 19         | 0          | -               | -               | -               | -                  | -                  | -                  | -           | -           | -           | 19     | 0      |
| 1926-1927       | Milan           | DN              | 27         | 0          | CI              | 2               | 0               | -                  | -                  | -                  | -           | -           | -           | 29     | 0      |
| 1927-1928       | Milan           | DN              | 33         | 0          | -               | -               | -               | -                  | -                  | -                  | -           | -           | -           | 33     | 0      |
| 1928-1929       | Milan           | DN              | 27         | 0          | -               | -               | -               | CEC                | 2                  | 0                  | -           | -           | -           | 29     | 0      |
| 1929-1930       | Milan           | A               | 33         | 0          | -               | -               | -               | -                  | -                  | -                  | -           | -           | -           | 33     | 0      |
| 1930-1931       | Milan           | A               | 34         | 0          | -               | -               | -               | -                  | -                  | -                  | -           | -           | -           | 34     | 0      |
| 1931-1932       | Milan           | A               | 11         | 0          | -               | -               | -               | -                  | -                  | -                  | -           | -           | -           | 11     | 0      |
| 1932-1933       | Milan           | A               | 4          | 0          | -               | -               | -               | -                  | -                  | -                  | -           | -           | -           | 4      | 0      |
| Totale Milan    | Totale Milan    | Totale Milan    | 208        | 0          |                 | 2               | 0               |                    | 2                  | 0                  |             | -           | -           | 212    | 0      |
| Totale carriera | Totale carriera | Totale carriera | ?          | ?          |                 | ?               | ?               |                    | ?                  | ?                  |             | ?           | ?           | ?      | ?      |